# Scharffia
Scharffia is een geslacht van spinnen uit de  familie van de Cyatholipidae.

## Soorten
- Scharffia chinja Griswold, 1997
- Scharffia holmi Griswold, 1997
- Scharffia nyasa Griswold, 1997
- Scharffia rossi Griswold, 1997